# Campionati mondiali di beach volley
I Campionati mondiali di beach volley sono una manifestazione sportiva internazionale di beach volley organizzata dalla Fédération Internationale de Volleyball (FIVB), che si tiene con cadenza biennale dal 1997 sia per quanto concerne la competizione maschile che quella femminile e giunta coi Campionati mondiali di beach volley 2019, alla sua dodicesima edizione.

## Albo d'oro

### Uomini
| Anno | Località                   | Oro                                               | Argento                                               | Bronzo                                        |
| 1997 | Los Angeles                | Rogerio Ferreira e Guilherme Marques Brasile      | Canyon Ceman e Mike Whitmarsh Stati Uniti             | Dain Blanton e Kent Steffes Stati Uniti       |
| 1997 | Los Angeles                | Rogerio Ferreira e Guilherme Marques Brasile      | Canyon Ceman e Mike Whitmarsh Stati Uniti             | Paulão Moreira e Paulo Emilio Silva Brasile   |
| 1999 | Marsiglia                  | José Loiola e Emanuel Rego Brasile                | Martin Laciga e Paul Laciga Svizzera                  | Rogerio Ferreira e Guilherme Marques Brasile  |
| 2001 | Klagenfurt                 | Mariano Baracetti e Martín Conde Argentina        | José Loiola e Ricardo Santos Brasile                  | Vegard Høidalen e Jørre Kjemperud Norvegia    |
| 2003 | Rio de Janeiro             | Emanuel Rego e Ricardo Santos Brasile             | Dax Holdren e Stein Metzger Stati Uniti               | Márcio Araújo e Benjamin Insfran Brasile      |
| 2005 | Berlino                    | Márcio Araújo e Fábio Luiz Magalhães Brasile      | Sascha Heyer e Paul Laciga Svizzera                   | Julius Brink e Kjell Schneider Germania       |
| 2007 | Gstaad                     | Todd Rogers e Phil Dalhausser Stati Uniti         | Dmitrij Barsuk e Igor' Kolodinskij Russia             | Andrew Schacht e Joshua Slack Australia       |
| 2009 | Stavanger                  | Julius Brink e Jonas Reckermann Germania          | Harley Marques e Alison Cerutti Brasile               | Todd Rogers e Phil Dalhausser Stati Uniti     |
| 2011 | Roma                       | Emanuel Rego e Alison Cerutti Brasile             | Márcio Araújo e Ricardo Santos Brasile                | Julius Brink e Jonas Reckermann Germania      |
| 2013 | Stare Jabłonki             | Alexander Brouwer e Robert Meeuwsen Paesi Bassi   | Ricardo Santos e Álvaro Morais Filho Brasile          | Jonathan Erdmann e Kay Matysik Germania       |
| 2015 | Paesi Bassi                | Alison Cerutti e Bruno Oscar Schmidt Brasile      | Reinder Nummerdor e Christiaan Varenhorst Paesi Bassi | Pedro Solberg e Evandro Oliveira Brasile      |
| 2017 | Vienna                     | Evandro Oliveira e André Stein Brasile            | Clemens Doppler e Alexander Horst Austria             | Vjačeslav Krasil'nikov e Nikita Liamin Russia |
| 2019 | Amburgo                    | Vjačeslav Krasil'nikov e Oleg Stojanovskij Russia | Julius Thole e Clemens Wickler Germania               | Anders Mol e Christian Sørum Norvegia         |
| 2022 | Roma                       | Anders Mol e Christian Sørum Norvegia             | Vitor Felipe e Renato Andrew Brasile                  | André Stein e George Wanderley Brasile        |
| 2023 | Tlaxcala Huamantla Apizaco | Ondřej Perušič e David Schweiner Rep. Ceca        | David Åhman e Jonatan Hellvig Svezia                  | Bartosz Łosiak e Michał Bryl Polonia          |

### Donne
| Anno | Località                   | Oro                                                | Argento                                              | Bronzo                                                |
| 1997 | Los Angeles                | Sandra Pires e Jackie Silva Brasile                | Lisa Arce e Holly McPeak Stati Uniti                 | Karolyn Kirby e Nancy Reno Stati Uniti                |
| 1997 | Los Angeles                | Sandra Pires e Jackie Silva Brasile                | Lisa Arce e Holly McPeak Stati Uniti                 | Shelda Bede e Adriana Behar Brasile                   |
| 1999 | Marsiglia                  | Shelda Bede e Adriana Behar Brasile                | Annett Davis e Jenny Johnson Jordan Stati Uniti      | Liz Masakayan e Elaine Youngs Stati Uniti             |
| 2001 | Klagenfurt                 | Shelda Bede e Adriana Behar Brasile                | Tatiana Minello e Sandra Pires Brasile               | Eva Celbová e Soňa Nováková Rep. Ceca                 |
| 2003 | Rio de Janeiro             | Misty May e Kerri Walsh Stati Uniti                | Shelda Bede e Adriana Behar Brasile                  | Natalie Cook e Nicole Sanderson Australia             |
| 2005 | Berlino                    | Misty May-Treanor e Kerri Walsh Stati Uniti        | Larissa França e Juliana Felisberta Brasile          | Tian Jia e Wang Fei Cina                              |
| 2007 | Gstaad                     | Misty May-Treanor e Kerri Walsh Stati Uniti        | Tian Jia e Wang Jie Cina                             | Larissa França e Juliana Felisberta Brasile           |
| 2009 | Stavanger                  | April Ross e Jennifer Kessy Stati Uniti            | Larissa França e Juliana Felisberta Brasile          | Talita Antunes e Maria Antonelli Brasile              |
| 2011 | Roma                       | Larissa França e Juliana Felisberta Brasile        | Misty May-Treanor e Kerri Walsh Stati Uniti          | Xue Chen e Zhang Xi Cina                              |
| 2013 | Stare Jabłonki             | Xue Chen e Zhang Xi Cina                           | Karla Borger e Britta Büthe Germania                 | Liliane Maestrini e Bárbara Seixas Brasile            |
| 2015 | Paesi Bassi                | Bárbara Seixas e Ágatha Bednarczuk Brasile         | Taiana Lima e Fernanda Berti Brasile                 | Maria Antonelli e Juliana Felisberta Da Silva Brasile |
| 2017 | Vienna                     | Laura Ludwig e Kira Walkenhorst Germania           | April Ross e Lauren Fendrick Stati Uniti             | Larissa França e Talita Antunes Brasile               |
| 2019 | Amburgo                    | Sarah Pavan e Melissa Humana-Paredes Canada        | Alexandra Klineman e April Ross Stati Uniti          | Taliqua Clancy e Mariafe Artacho del Solar Australia  |
| 2022 | Roma                       | Eduarda Santos Lisboa e Ana Patrícia Ramos Brasile | Brandie Wilkerson e Sophie Bukovec Canada            | Svenja Muller e Cinja Tillmann Germania               |
| 2023 | Tlaxcala Huamantla Apizaco | Sara Hughes e Kelly Cheng Stati Uniti              | Ana Patrícia Ramos and Eduarda Santos Lisboa Brasile | Kristen Nuss and Taryn Kloth Brasile                  |

## Medagliere

### Uomini
| Posiz. | Nazione     | Oro | Argento | Bronzo | Totale |
| ------ | ----------- | --- | ------- | ------ | ------ |
| 1      | Brasile     | 7   | 5       | 5      | 17     |
| 2      | Stati Uniti | 1   | 2       | 2      | 5      |
| 3      | Germania    | 1   | 1       | 3      | 5      |
| 4      | Russia      | 1   | 1       | 1      | 3      |
| 5      | Paesi Bassi | 1   | 1       | 0      | 2      |
| 6      | Argentina   | 1   | 0       | 0      | 1      |
| 7      | Svizzera    | 0   | 2       | 0      | 2      |
| 8      | Austria     | 0   | 1       | 0      | 1      |
| 9      | Norvegia    | 1   | 0       | 2      | 3      |
| 10     | Australia   | 0   | 0       | 1      | 1      |
| Totale | Totale      | 12  | 12      | 13     | 37     |

### Donne
| Posiz. | Nazione     | Oro | Argento | Bronzo | Totale |
| ------ | ----------- | --- | ------- | ------ | ------ |
| 1      | Brasile     | 6   | 5       | 6      | 17     |
| 2      | Stati Uniti | 4   | 5       | 2      | 11     |
| 3      | Cina        | 1   | 1       | 2      | 4      |
| 4      | Germania    | 1   | 1       | 1      | 3      |
| 5      | Canada      | 1   | 1       | 0      | 2      |
| 6      | Australia   | 0   | 0       | 2      | 2      |
| 7      | Rep. Ceca   | 0   | 0       | 1      | 1      |
| Totale | Totale      | 12  | 12      | 13     | 37     |

### Totale
| Posiz. | Nazione     | Oro | Argento | Bronzo | Totale |
| ------ | ----------- | --- | ------- | ------ | ------ |
| 1      | Brasile     | 13  | 10      | 11     | 34     |
| 2      | Stati Uniti | 5   | 7       | 4      | 16     |
| 3      | Germania    | 2   | 2       | 4      | 8      |
| 4      | Cina        | 1   | 1       | 2      | 4      |
| 5      | Russia      | 1   | 1       | 1      | 3      |
| 6      | Paesi Bassi | 1   | 1       | 0      | 2      |
| 7      | Argentina   | 1   | 0       | 0      | 1      |
| 7      | Canada      | 1   | 1       | 0      | 2      |
| 9      | Svizzera    | 0   | 2       | 0      | 2      |
| 10     | Austria     | 0   | 1       | 0      | 1      |
| 11     | Australia   | 0   | 0       | 3      | 3      |
| 12     | Norvegia    | 1   | 0       | 2      | 3      |
| 13     | Rep. Ceca   | 0   | 0       | 1      | 1      |
| Totale | Totale      | 24  | 24      | 26     | 74     |